# Bitwa o Sumatrę
Bitwa o Sumatrę – bitwa stoczona w dniach 14 lutego – 29 marca 1942 roku. Bitwa była częścią wojny na Pacyfiku w Azji Południowo-Wschodniej podczas II wojny światowej i doprowadziła do zdobycia wyspy przez wojska japońskie. Inwazja na Sumatrę została zaplanowana przez wojska japońskie przed inwazją na Jawę w celu zniszczenia lewej flanki wojsk alianckich w Holenderskich Indiach Wschodnich i w celu dostępu do Jawy. 

## Sytuacja na froncie przed bitwą i siły aliantów
Zdobycie przez Japończyków Menado na Celebesie oraz Balikpapanu stworzyło korzystne warunki dla prowadzenia dalszych operacji. W zasięgu lotnictwa japońskiego znalazł się Rabaul na Nowej Brytanii, Ambon – wyspa w archipelagu Moluków – oraz wyspa Timor (częściowo należąca do Holandii, a częściowo do Portugalii). 
Brytyjczycy brali pod uwagę możliwość upadku Celebesu, dlatego już 16 grudnia 1941 roku marsz. Brooke-Popham uzgodnił z Holendrami wspólne operacje powietrzne w tym rejonie. Holendrzy udostępnili lotniska na Sumatrze i Jawie. Przygotowaniem baz lotniczych kierował wicemarsz. Convay Pulford. 
Gdy oddziały japońskie doszły do cieśniny Johor, zagrażając bezpośrednio Singapurowi, wydano rozkaz ewakuacji lotnictwa. Na lotniska w Palembangu skierowano 6 dywizjonów brytyjskich i australijskich. W rejonie Palembangu znajdowały się dwa lotniska – P1 i P2. Lotnisko oznaczone jako P1 było lotniskiem cywilnym i znajdowało się w złym stanie technicznym. Z Palembangu na południe biegła strategiczna linia kolejowa do portu Oosthaven (obecnie Bandar Lampung) leżącego nad Cieśniną Sundajską. Opanowanie tych miast oznaczało praktycznie wyeliminowanie z dalszych działań oddziałów znajdujących się na Jawie oraz uzyskanie bezpiecznego przejścia na Ocean Indyjski. 
Obrona lotniska P1 i P2 składała się ze 150 żołnierzy, 2 improwizowanych samochodów pancernych oraz 2 plutonów ciężkich karabinów maszynowych, które stanowiły obronę przeciwlotniczą. Od połowy stycznia sukcesywnie na lotniska zaczęły przybywać oddziały RAF oraz RAAF. Początkowo ich liczba wynosiła 1750 żołnierzy, aby ostatecznie osiągnąć liczbę 2500. Na Sumatrze stacjonowało 8 dywizjonów myśliwskich i 2 rozpoznawcze. Obrona lądowa miała zostać skoncentrowana na linii rzeki Mausi. 
Wojskami holenderskimi (Koninklijk Nederlands Indisch Leger – KNIL, Królewska Armia Indii Holenderskich) na Sumatrze dowodził gen. Roelof T. Overakker. Oddziały lądowe podzielone były na Grupę Zachodniej Sumatry i Tapaneli pod dowództwem płk. J.H.M. Blogga oraz Grupę Północnej Sumatry płk. G.F.V. Gosensona. Płk. Blogg dysponował 2 batalionami piechoty, które stacjonowały w Fort de Kock oraz Sibolga, kompanią ochotniczą, która stacjonowała w Padangu, oraz baterią artylerii polowej. Siły płk. Gosensona składały się także z 2 batalionów piechoty rozlokowanych w Medanie oraz Pematangsiantarze, kompanii żandarmerii, 2 kompanii ochotniczych (Medan), 2 mieszanych baterii artylerii (polowa i przeciwlotnicza) oraz baterii artylerii obrony wybrzeża. 
Dużym problemem dla obrońców był brak lotnisk w zachodniej części wyspy. Lotnisko cywilne w Medanie znajdowało się w przebudowie i nie nadawało się do eksploatacji, w grudniu rozpoczęto budowę lotniska na wyspie Padang w cieśninie Malakka, nie zostało ono jednak oddane jeszcze do użytku. Pozostały zatem dwa lotniska P1 i P2. Obrona przeciwlotnicza obu lotnisk była raczej symboliczna. Początkowo składała się z 6 armat Bofors kalibru 40 mm i 6 ciężkich karabinów maszynowych, jednak w końcu stycznia dwa działony Boforsów przesunięto do obrony rafinerii w rejonie Palembangu.

## Bitwa

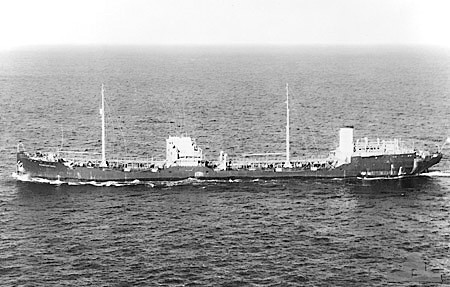
Holenderski tankowiec „Manvantara”, zatopiony 13 lutego 1942 roku przez japońskie lotnictwo w cieśninie Bangka

6 lutego o godz. 11:00 nastąpił pierwszy japoński nalot na lotnisko P1. Przez następne dni Japończycy kontynuowali naloty, natomiast 13 lutego samolot rozpoznawczy RAF-u zameldował o wykryciu dużego konwoju morskiego na północ od wyspy Bangka. Stało się jasne, że zbliża się flota inwazyjna. Tego samego dnia japońskie samoloty zatopiły holenderski tankowiec „Manvantara” w cieśninie Bangka.
Rankiem 14 lutego z lotniska P1 zostały poderwane w trybie alarmowym wszystkie sprawne myśliwce Hurricane, które skierowały się na północ w celu przechwycenia dużej formacji powietrznej wroga. Wkrótce nad lotniskiem pojawiły się samoloty japońskie, które rozpoczęły nalot. Co gorsze Japończycy rozpoczęli także desant spadochroniarzy. W rejonie lotniska z samolotów transportowych Kawasaki Ki-56 desantowano 260 spadochroniarzy z 1. pułku spadochronowego pod dowództwem płk. Sei'ichi Kume. W tym samym czasie bombowce Mitsubishi Ki-21 rozpoczęły zrzucanie zaopatrzenia dla spadochroniarzy. Formacja bombowców Ki-21 była eskortowana przez dużą liczbę myśliwców Nakajima Ki-43.  
Siły brytyjskie liczyły 150 żołnierzy. Na wiadomość o desancie Holendrzy skierowali w rejon lotniska dodatkowo 110 żołnierzy, którzy wcześniej ochraniali rafinerię w rejonie Palembangu. Japończycy zaatakowali lotnisko, atak został odparty, jednak P1 nie mogło przyjąć powracających z walki samolotów, gdyż znajdowało się pod ciągłym ostrzałem. Wobec tego wszystkie samoloty zostały skierowane na P2. 
Następnego ranka 100 japońskich spadochroniarzy wylądowało na terenie rafinerii. W trakcie całodniowych walk rafineria została zdobyta, a Holendrom nie udało się zniszczyć szybów w Pladjoe i Sugei Gerong. Gdy próbowano wysłać posiłki w rejon walk, okazało się, że droga pomiędzy lotniskiem P1 a Palembangiem i rafinerią jest pod kontrolą japońskich spadochroniarzy. Oznaczało to, że siły brytyjskie broniące lotniska zostały odcięte. Równocześnie wszystkie ataki japońskie na lotnisko załamywały się w silnym ogniu Brytyjczyków. Opór brytyjski malał jednak wraz z wyczerpywaniem się zapasów amunicji. 15 lutego spadochroniarze zajęli opuszczone lotnisko, a następnie wkroczyli do Palembangu.
Japończycy do desantu na Sumatrę skierowali 229. pułk piechoty z 38. Dywizji Piechoty oraz 1. batalion z 230. pułku piechoty. Zespół desantowy składał się z 14 transportowców, krążownika „Sendai” oraz 4 niszczycieli. Zespołem dowodził adm. Jisaburō Ozawa. Siły osłonowe składały się z lotniskowca „Ryūjō”, krążownika „Chōkai” oraz 3 niszczycieli. Główne siły desantowe (229. pułk piechoty) miały być desantowane w rejonie Palembangu, natomiast batalion z 230. pułku piechoty miały zająć wyspę Bangka. 
12 lutego na wodach cieśniny Bangka oraz przy południowo-zachodnim wybrzeżu wysp została dostrzeżona flota inwazyjna. Meldunki, jakie otrzymał gen. Overakker, jednoznacznie sugerowały możliwość desantu. Holenderski dowódca natychmiast wydał rozkaz nakazujący zniszczenie w ciągu godziny wszystkich instalacji służących do wydobywania ropy naftowej. Rozpoczęto także przygotowania do ewakuacji. Wszystkie jednostki miały się ewakuować do Oosthaven. Po zakończeniu ewakuacji z Palembangu saperzy mieli zniszczyć linię kolejową biegnącą do portu. Należy zaznaczyć, że ewakuacja została uzgodniona z gen. Wavellem wieczorem 15 lutego.
15 lutego siły morskie ABDACOM składające się z krążowników Hr.Ms. „De Ruyter”, „Java”, „Tromp”, HMS „Exeter” i HMAS „Hobart” oraz 10 niszczycieli pod dowództwem kadm. Karela Doormana dokonały nieudanej próby przechwycenia japońskiej floty inwazyjnej. Samoloty z lotniskowca „Ryūjō” oraz samoloty z baz lądowych przeprowadziły serię ataków na alianckie okręty, zmuszając flotę aliancką do wycofania się na południe od Sumatry. 
Przygotowaniami do zniszczenia portu Oosthaven kierował dowódca saperów I Korpusu Australijskiego. Zanim doszło do wydania rozkazu o ewakuacji, jednostki australijskie, które znajdowały się na Sumatrze, miały zlikwidować desant w rejonie lotniska P1. Na front skierowano 2 bataliony z australijskiej 7. Dywizji Piechoty, 2/2 pionierów płk. Williamsa oraz 2/3 karabinów maszynowych ppłk. Blackburna. Gdy rano Australijczycy dotarli w rejon walk, okazało się, że wojska holenderskie opuściły ten obszar, co więcej, jedyna droga do Oosthaven była zablokowana przez uchodźców. Gen. Wavell nakazał brygadierowi Steele'owi wszystkimi możliwymi siłami doprowadzić do ewakuacji oddziałów brytyjskich i australijskich.

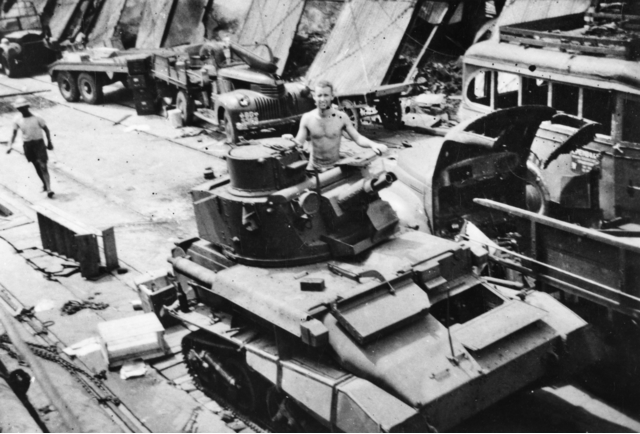
Brytyjski czołg lekki Light Tank Mk VIB 3. pułku huzarów podczas wyładunku na Sumatrze, 14 lutego 1942 roku

Problemy z komunikowaniem się pomiędzy poszczególnymi dowództwami doprowadziły do kuriozalnej sytuacji. 14 lutego do Oosthaven przybyły transportowce, na których znajdował się 3. pułk huzarów mających wesprzeć obronę Sumatry. Gdy zakończono wyładunek rankiem 15 lutego, huzarzy ponownie musieli się zaokrętować na transportowce i wrócić na Jawę. 
16 lutego do Oosthaven przedostał się holenderski oficer, który poinformował brygadiera Steele'a, że Japończycy zdobyli Palembang (zniszczono wszystkie szyby naftowe z wyjątkiem dwóch), Menggalę oraz zbliżają się do Mandah, gdzie znajdowały się oddziały brytyjskie pod dowództwem mjr. Webstera. Rozpoczęto ewakuację. Do 20 lutego zdołano ewakuować 2500 ludzi personelu RAF-u, 1890 żołnierzy piechoty, 700 Holendrów i 1000 cywilów, którzy uciekali przed Japończykami. 
Szybkie zajęcie północno-zachodniego wybrzeża Sumatry sprawiło, że kilkanaście statków z ewakuowanymi rannymi i żołnierzami z Singapuru dostało się do japońskiej niewoli. Taki los spotkał statek, na którym ewakuowano australijski personel szpitala polowego, liczący 64 osoby. 14 lutego statek wszedł do portu w Muntok na wyspie Bangka, który zajęty był przez Japończyków. Pielęgniarki i lekarz Marton Drummond zostali rozstrzelani. Egzekucję przeżyła jedynie siostra Vivian Bullwinke, która została pojmana i osadzona w obozie jenieckim. 20 lutego gen. Wavell uznał, że Sumatra jest ostatecznie stracona. 24 lutego Japończycy zdobyli miasto Gelumbang odległe tylko 15 km od Palembangu. 
Równocześnie z działaniami w okolicach Palembangu Japończycy prowadzili działania w północnej Sumatrze. Głównym ich celem była wyspa Sabang oraz miasta Kutaradja (obecnie Banda Aceh), Langsa oraz Pangkalanbrandan i Penang. Do zajęcia tych obszarów wyznaczono zespół kmdr. Kobayashi oraz silny zespół morski (5., 11. i 20. dywizjon niszczycieli oraz 7. dywizjon krążowników). Siły desantowe składały się z marynarzy. 12 lutego Japończycy wylądowali na wyspie Sabang w rejonie zatoki Balang. Dowódca holenderski płk. G.F.V. Gosenson miał do swojej dyspozycji tylko 8 policjantów. Port Penang został zajęty bez oporu ze strony Holendrów. 29 marca głównodowodzący wojskami KNIL na Sumatrze gen. Overakker podpisał kapitulację. Do japońskiej niewoli dostało się 2000 żołnierzy holenderskich.